# Ernst Bassermann
Ernst Bassermann, född 26 juli 1854 och död 24 juli 1917, var en tysk jurist och politiker.
Bassermann var advokat i Mannheim och juridisk rådgivare åt flera stora finansiella sammanslutningar, 1885-92 ledamot av den badensiska lantdagen, från 1893 med ett par korta avbrott ledamot av den tyska riksdagen, invald 1893 i centralledningen för det national-liberala partiet, inom vilket han kom att spela en mycket framträdande roll och vars ledare han blev 1904. Som politiker rönte Bassermann stark påverka av Bernhard von Bülow, vid vars sida han under hela sin riksdagstid stod. Själv utövade han ett djupgående inflytande på Gustav Stresemann. Bassermans verksamhet som partiledare karakteriseras främst av tre stora politiska insatser: reorganisation i samlingens tecken av det nationalliberala partiet, understödande av den Bülowska blockpolitiken samt bekämpande av Theobald von Bethmann Hollweg. Under de två sista åren av sin levnad tog han verksam del i krigorganisatioriska arbeten i Berlin och på andra platser och var medlem i den tyska riksdagsdelegationen till Turkiet och Bulgarien 1916.